# Bownomomys
Bownomomys és un gènere extint de primats de la família dels omòmids que visqueren a Nord-amèrica durant l'Eocè inferior, fa entre 50,3 i 55,8 milions d'anys. Se n'han trobat restes fòssils a Wyoming (Estats Units). Agrupa dues espècies que foren separades del gènere Teilhardina basant-se en la morfologia de les dents. El nom genèric Bownomomys és una combinació del nom del paleontòleg Thomas M. Bown i del sufix -omomys, que literalment significa ‘ratolí espatlla’, però que en la pràctica es fa servir per referir-se a primats omomiformes.